# Said Pasha Zulfikar
Said Pasha Zulfikar, KCMG, KBE, também conhecido como Zulfikar Pasha ou Zulfiqar Pasha, foi camareiro para o quediva do Egito em 1888 e grande camareiro em 1919 e pelo menos até 1938. Ele também serviu como Grande Mestre de Cerimónias em 1910.
Ele foi nomeado Companheiro Honorário da Ordem de São Miguel e São Jorge (CMG) em junho de 1887, Cavaleiro Comandante Honorário da Ordem de São Miguel e São Jorge (KCMG) em junho de 1888, e Cavaleiro Comandante Honorário da Ordem do Império Britânico (KBE) nas honras de ano novo de 1920.